# پدرو مورالس
پدرو مورالس (انگلیسی: Pedro Morales; ۲۲ اکتبر ۱۹۴۲ – ۱۲ فوریهٔ ۲۰۱۹) کشتی‌گیر کشتی حرفه‌ای اهل پورتوریکو بود.
از فیلم‌ها یا برنامه‌های تلویزیونی که وی در آن نقش داشته‌است می‌توان به کشتی اشاره کرد.
وی همچنین برندهٔ جوایزی همچون تالار شهرت دبلیو دبلیو ای شده‌است.